# Взбранной Воеводе

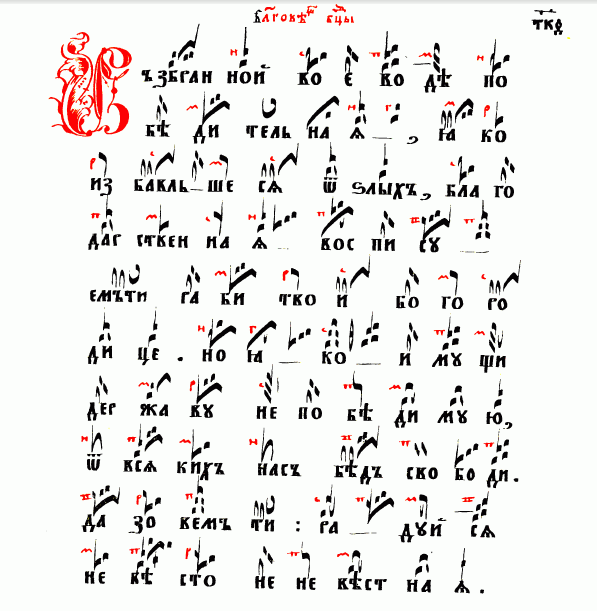
Кондак «Взбранной воеводе». Фрагмент из 4-й части книги «Круг церковнаго древняго знаменнаго пения». Издание 1885 года

Взбра́нной воево́де (греч. Τῇ ὑπερμάχῳ στρατηγῷ) в православном богослужении — кондак Богородице. Был написан в честь избавления Константинополя в 626 году от нашествия варваров и Сасанидов.

## История возникновения
Появление стиха связывают с осадой Константинополя летом 626 года аварами, славянами и Сасанидами, когда патриарх Константинопольский Сергий I с иконой Божией Матери обошёл городские стены, и опасность была отвращена.

## Версии перевода

### Греческий оригинал
Τῇ ὑπερμάχῳ στρατηγῷ τὰ νικητήρια,

ὡς λυτρωθεῖσα τῶν δεινῶν εὐχαριστήρια,

ἀναγράφω σοι ἡ πόλις σου, Θεοτόκε.

Ἀλλ' ὡς ἔχουσα τὸ κράτος ἀπροσμάχητον,

ἐκ παντοίων με κινδύνων ἐλευθέρωσον,

ἵνα κράζω σοί: Χαῖρε Νύμφη ἀνύμφευτε.

### Церковнославянский перевод
Взбра́нной Воєво́дѣ побѣди́тєльнаѧ, ꙗкѡ  изба́вльшєсѧ ѿ ѕлъı́хъ, благода́рствєннаѧ воспису́ємъ Ти раби́ твои́, Богоро́дицє, но ꙗкѡ  иму́щаꙗ Дєржа́ву нєпобѣди́мую, ѿ всѧ́кихъ на́съ бѣ́дъ свободи́, да зовє́мъ Ти́: Ра́дуйсѧ, Нєвѣ́сто нєнєвѣ́стнаѧ!
Русский перевод (Николая Нахимова) 
Тебе, высшей Военачальнице, избавившись от бед, мы, недостойные рабы Твои, Богородица, воспеваем победную и благодарственную песнь. Ты же, имеющая силу непобедимую, освобождай нас от всяких бед, чтобы мы взывали к Тебе: радуйся, Невеста, в брак не вступившая!
Аминь!

### Русский перевод (митрополита Филарета)
Бранноподвизающейся за нас военачальнице дары победные и, как избавленные от бед, дары благодарственные приносим Тебе, Богородице, мы, рабы Твои: но Ты, как имеющая державу непреоборимую, освободи нас от всяких опасностей, да взываем Тебе: радуйся, Невеста неневестная!

### Русский перевод (Амвросия (Тимрота)
Тебе, Высшей Обороняющей нас Военачальнице / за избавление от страшных бед / учреждаем Тебе торжества победы благодарственные / мы, рабы Твои, Богородица! / Но Ты, как имеющая власть необоримую, / от всяческих опасностей нас освободи, / да взываем Тебе: / Радуйся, Невеста, брака не познавшая!

### Русский перевод, эквиритмический (священника Михаила Асмуса)
Вождю-Поборнице победы песнопения /
И - как избавленный от бед - благодарения /
Посвящаю Тебе, город Твой, Богородице. /
Но имеющая власть необоримую, /
Ото всех опасностей освободи меня, /
Чтоб взывать Тебе: Радуйся, Невеста неневестная!

## Рецепция
В XIV веке при правке славянских богослужебных книг на Афоне словосочетание «город Твой» (греч. ἀναγράφω σοι ἡ πόλις σου «я, город Твой, Тебе надписываю») было заменено на «раб Твой», в результате чего привязка молитвы к историческому событию (нашествию варваров на Константинополь) в переводе нивелировалась. Это изменение, отражённое в болгарских и сербских рукописях, не коснулось греческой традиции стиха (за редкими исключениями, зафиксированными в средневековых рукописях). В XV веке в русских списках появляется форма множественного числа: «раби Твои», принятая в современном церковнославянском тексте кондака.
На текст кондака писали церковную музыку русские композиторы Павел Чесноков, Сергей Рахманинов и другие. В западно-христианской традиции какой-либо заметной рецепции этого гимнографического текста у композиторов не отмечается.

## Взбранной Воеводе в культуре
Фильм "Мусульманин" (1995) начинается с пения главного героя картины Коли (Абдуллы) Иванова (Евгений Миронов), возвращаясь домой с армии он идет по полю и бодро поет Взбранной воеводе победительная...